# ヤン・ホイヤー
ヤン・ホイヤー（英: Jan Hojer, 1992年2月9日 - ）は、ドイツのプロ・ロッククライマー、スポーツクライマー。
IFSCクライミングワールドカップでの1回優勝とIFSCクライミングヨーロッパ選手権での2回の優勝で知られている。2010年5月には未だに世界で最も困難なルートの一つとして考えられている「アクシオン・ディレクト」の登頂を行った。

## 経歴
当時10歳であった2004年のときにドイツのリードクライミングのユース大会に出場し、姉の影響で11歳からクライミングを始めた。2008年から2010年にかけては、リードクライミングのワールドカップに出場したが、成績が優れたものではなかったため、2011年にリードクライミングを辞め、ボルダリングに転向した。翌年のIFSCクライミング世界選手権で5位に入賞している。IFSCクライミングワールドカップのボルダリング部門では2014年に年間優勝を果たし、2015年には2位となった。
2015年と2017年にはIFSCクライミングヨーロッパ選手権のボルダリングで優勝を果たしている。2017年にはポーランドのヴロツワフで開催されたワールドゲームズ2017ではボルダリングで銀メダルを獲得している。ヤン・ホイヤーは全てのスポーツクライミングの種目の国内大会で優勝している。2008年、2017年、2019年にはリードで、2011年、2014年、2016年にはボルダリングで優勝している。この中で、ボルダリングに関しては、2017年に2位を獲得した後は出場していない。2018年にはドイツ国内選手権の複合の種目で初優勝し、2019年には唯一獲得していなかったスピードの種目で優勝を果たした。
また、アウトドアクライミングでも活動しており、2010年5月には未だに世界で最も困難なルートの一つとして考えられている「Action Directe」の登頂を行った他、2013年から2015年にかけては、屋外の8C（V15）のボルダリングの課題の内、いくつかの課題をクリアしている。
2019年にはトゥールーズで開催されたIFSCの複合予選での成績に基づいて、2020年東京オリンピックのスポーツクライミング内の競技・男子複合への出場権を獲得している。
長身と手足のリーチを生かしたダイナミックな登り方は「課題を破壊する」などと形容され、ヤン・ホイヤー自身も「the German beast」（ドイツの野獣）や「Beast」（野獣）と称されている。

## 成績

### IFSCクライミングワールドカップ
| 分野         | 2008 | 2009 | 2010 | 2011 | 2012 | 2013 | 2014 | 2015 | 2016 | 2017 |
| ------------ | ---- | ---- | ---- | ---- | ---- | ---- | ---- | ---- | ---- | ---- |
| リード       | 22   | 22   | 43   | -    | -    | -    | -    | 33   | -    | 17   |
| ボルダリング | -    | -    | -    | 33   | 20   | 8    | 1    | 2    | 9    | 7    |
| スピード     | -    | -    | -    | -    | -    | -    | -    | -    | -    | 29   |
| 複合         | -    | -    | -    | -    | -    | -    | -    | 5    | -    | 7    |

### IFSCクライミング世界選手権
| 分野         | 2009 | 2011 | 2012 | 2014 | 2016 | 2018 |
| ------------ | ---- | ---- | ---- | ---- | ---- | ---- |
| リード       | 30   | -    | -    | 30   | -    | 29   |
| ボルダリング | 39   | 46   | 5    | 3    | 27   | 9    |
| スピード     | -    | -    | -    | 30   | -    | 33   |
| 複合         | -    | -    | -    | 2    | -    | 3    |

### IFSCクライミングヨーロッパ選手権
| 分野         | 2010 | 2013 | 2015 | 2017 |
| ------------ | ---- | ---- | ---- | ---- |
| リード       | 41   | -    | -    | 21   |
| ボルダリング | -    | 20   | 1    | 1    |
| スピード     | -    | -    | -    | 23   |
| 複合         | -    | -    | -    | 1    |

## クライミング世界大会での獲得メダル数

### ボルダリング
| シーズン | 金 | 銀 | 銅 | 合計 |
| -------- | -- | -- | -- | ---- |
| 2012     |    |    | 1  | 1    |
| 2013     | 1  | 1  |    | 2    |
| 2014     | 3  | 2  |    | 5    |
| 2015     | 1  |    |    | 1    |
| 2016     |    | 1  |    | 1    |
| 2017     | 1  |    |    | 1    |
| 2018     |    |    |    | 0    |
| 2019     |    |    | 1  | 1    |
| 合計     | 6  | 4  | 2  | 12   |

## ロッククライミング

### レッドポイントのルート
9a (5.14d):
- アクシオン・ディレクト - フレンキシェ・シュヴァイツ（ドイツ） - 2010年5月22日

8c+ (5.14c):
- Pati noso - Siurana（スペイン） - 2011年4月27日
- Bah Bah Black Sheep - Céüse（フランス） - July 22, 2010

### ボルダリング
8C (V15):
- Quoi de Neuf - Fontainebleau（フランス） - 2017年11月21日
- From Dirt Grows the Flowers - Chironico（スイス） - 2015年3月8日
- The Story of Two Worlds - Cresciano （スイス） - 2014年4月11日
- Le Marathon de Boissy - Fontainebleau（フランス） - 2014年3月 - 初登攀
- Trip Hop - Fontainebleau （フランス） - 2013年10月
- The Big Island - Fontainebleau（フランス） - 2013年1月

8B+ (V14):
- Jour de Chasse - Fontainebleau（フランス） - 2013年12月 - 初登攀。ヤン・ホイヤーは8Cの優しい方だとランク付けしているが、これはリピーターの間では登りやすくなるといわれているヒールフックをヤン・ホイヤーが登攀の際に使わなかったからだと言われている。
- Dreamtime - Cresciano（スイス） - 2013年2月18日。ヤン・ホイヤーは「これまでにトライしたどの8B+よりも遥かに難しい」と評し、8Cのランク付けを行った。